# Anolis sminthus
Anolis sminthus là một loài thằn lằn trong họ Polychrotidae. Loài này được Dunn & Emlen mô tả khoa học đầu tiên năm 1932.